# Станіслау Конрад
Станіслау Конрад (рум. Stanislau Konrad) — румунський футболіст, що грав на позиції воротаря за клуб «Орадя», а також національну збірну Румунії.

## Клубна кар'єра
У футболі дебютував за команду «Атлетік Тімішоара». 
Згодом, ротягом 10 років захищав кольори «Решиці».

## Виступи за збірну
1947 року дебютував в офіційних матчах у складі національної збірної Румунії, провівши в її складі один матч в рамках Балканського і Центрально-Європейського чемпіонату 1947 року.
Був присутній в заявці збірної на чемпіонаті світу 1934 року в Італії, але на поле не виходив.